# 60일의 썸머
"60일의 썸머"는 2018년에 개봉한 대한민국의 영화이다. 

## 캐스팅
- 장광 : 동일 역
- 연준석 : 재훈 역
- 안승균 : 윤성 역
- 심은우 : 가을 역
- 하성광 : 민성 역
- 홍윤희 : 박 여사 역
- 전성애 : 양 여사 역
- 김다흰 : 강도 1 역
- 정준환 : 강도 2 역
- 김하라 : 단골피시방 사장 역
- 강현중 : 지구대 경찰관 역
- 박완규 : 형사 1 역
- 성노진 : 형사 2 역
- 김미향 : 피해자할머니 역
- 김승환 : 피시방경찰 1 역
- 곽정화 : 피시방경찰 2 역
- 이승현 : 펜션 남 역
- 강민지 : 펜션 여 역
- 김현주 : 패스트푸드 여학생 1 역
- 조영선 : 패스트푸드 여학생 2 역
- 김민재 : 재훈친구 1 역
- 조익현 : 재훈친구 2 역
- 박희은 : 재훈 모 역
- 김준의 : 어린 재훈 역
- 김한수 : 주유소 남 역
- 최채일 : 헬스장 근육 남 역
- 김지은 : 비키니 녀 역
- 이수자 : 꽃할머니 역
- 김현숙 : 피해자 할머니 역
- 박영 : 피해자 할아버지 역
- 모규민 : 분식집 아이들 역
- 임수민 : 분식집 아이들 역
- 이수 : 분식집 아이들 역
- 최성애 : 펜션 사람들 역
- 김가현 : 펜션 사람들 역
- 황훈 : 펜션 사람들 역

## 같이 보기
- 2018년 대한민국의 영화 목록